# Пітер Дж. Ґрабб
Пітер Джон Ґрабб (9 серпня 1935, Ілфорді, Лондон) — британський еколог та почесний професор ботаніки Кембриджського університету .

## Молоді роки
Ґрабб народився 9 серпня 1935 року в родині Гарольда Еймоса Ґрабба та Філліс Ґертруди, уродженої Гук. Він навчався у Королівській школі Ліберті, а потім у Коледжі Магдалини в Кембриджі, де отримав ступінь бакалавра в 1957 році, ступінь доктора філософії в 1962 році та ступінь доктора наук в 1995 році. Керівником його докторської дисертації був Дж. Е. Бріґґс.
У 1965 році він одружився з Елізабет Аделейд Енн, і у них є син і дочка.

## Кар'єра
Він почав викладати в Коледжі Магдалини, згодом ставши професором (вийшов на пенсію у 2001 році). Його ранні роботи були виконані під керівництвом Е. Дж. Г. Корнера та А. С. Ватта, і особливо на нього вплинув останній. Він написав неформальну розповідь про те, як став екологом рослин.
Ґрабб працював над різноманітними ботанічними та екологічними темами, від фізіології до біомів і від вапнякових лук до тропічних дощових лісів. Його ім'я особливо асоціюється з концепцією екологічної ніші регенерації.
Ґрабб був президентом Британського екологічного товариства в 1992 році, а зараз є почесним членом товариства. Він був співредактором «Журналу екології» від 1972 до 1977 року.

## Зовнішні посилання
- Запис Пітера Дж. Ґрабба на JSTOR